# A5 (автомагистраль, Хорватия)
A5 (хорв. Autocesta A5) — шоссе в Хорватии. Длина шоссе на 2010 год составляет 55 км. Шоссе проходит от развязки Среданцы с автобаном A3 и ведёт к крупнейшему городу Славонии Осиеку. Планируется продолжение строительства трассы до венгерской границы (длина планируемого отрезка — 30 км). Шоссе A5 на территории Хорватии — часть европейского маршрута E73 (Будапешт — Плоче). Носит неофициальное название «Славоника», поскольку пересекает Славонию с севера на юг.

## Описание
A5 — платная автомагистраль. С северной стороны пункт оплаты расположен у Осиека, в начале трассы, рядом с пересечением с шоссе D2. С южной стороны пункт оплаты отсутствует, так как магистраль заканчивается на перекрёстке с также платным шоссе A3, и окончательная оплата проезда производится, когда автомобиль покидает шоссе A3. Оператор трассы — государственная компания Hrvatske autoceste.
Так как 30-километровый участок до границы с Венгрией ещё только планируется, трафик следующий от Осиека в сторону границы, направляется по обходному шоссе вокруг Осиека и далее по бесплатной D17, ведущей через Бели-Манастир в сторону венгерского Мохача. Продолжением автобана A5 в южном направлении служит бесплатная дорога D7 в сторону Боснии и Сараево.

## История
Первая часть шоссе A5 от развязки Среданцы до Джяково (23 км) была открыта 9 ноября 2007 года, вторая часть от Джяково до Осиека (32 км) вступила в строй 17 апреля 2009 года.

## Планы
Строительство дороги планируется завершить после 2012 года. Участок от Осиека до венгерской границы будет включать в себя и новый мост над Дравой выше Осиека.